# Pavetta capensis
Pavetta capensis,  es una especie de arbusto perteneciente a la familia de las rubiáceas. Se encuentra en Sudáfrica.

## Descripción
Es un arbusto perennifolio que alcanza un tamaño de unos 1.5 - 4 m de altura, se encuentra a una altitud de 10 - 2010 m.

## Distribución
Se distribuye en Sudáfrica por la Provincia del Cabo y KwaZulu-Natal.

## Taxonomía
Pavetta capensis fue descrita por (Houtt.) Bremek. y publicado en Repertorium Specierum Novarum Regni Vegetabilis 37: 166, en el año 1934.
Subespecies aceptadas
- Pavetta capensis subsp. capensis
- Pavetta capensis subsp. komghensis (Bremek.) de Kok

Sinonimia
- Crinita capensis Houtt. (1777) basónimo
- Ixora canescens (DC.) Kuntze
- Pavetta flammea K.Schum.
- Pavetta sanguinolenta R.D.Good
- Pavetta tomentosa A.Rich.[3]

subsp. capensis
- Ixora caffra (L.f.) Poir.
- Ixora thyrsifolia Poir.
- Pavetta albanensis Bremek.
- Pavetta caffra L.f.
- Pavetta mbumbulensis Bremek.
- Pavetta pallida Bremek.
- Pavetta suurbergensis Bremek.
- Pavetta thyrsiflora Thunb. ex DC.
- Pavetta urbis-reginae Bremek.

subsp. komghensis (Bremek.) de Kok
- Pavetta caffra var. pubescens Sond.
- Pavetta durbanensis Bremek.
- Pavetta komghensis Bremek.